# Erica xanthina
Erica xanthina är en ljungväxtart som beskrevs av Guthrie och Bolus. Erica xanthina ingår i släktet klockljungssläktet, och familjen ljungväxter. Inga underarter finns listade i Catalogue of Life.